# Maria Föhrenbach

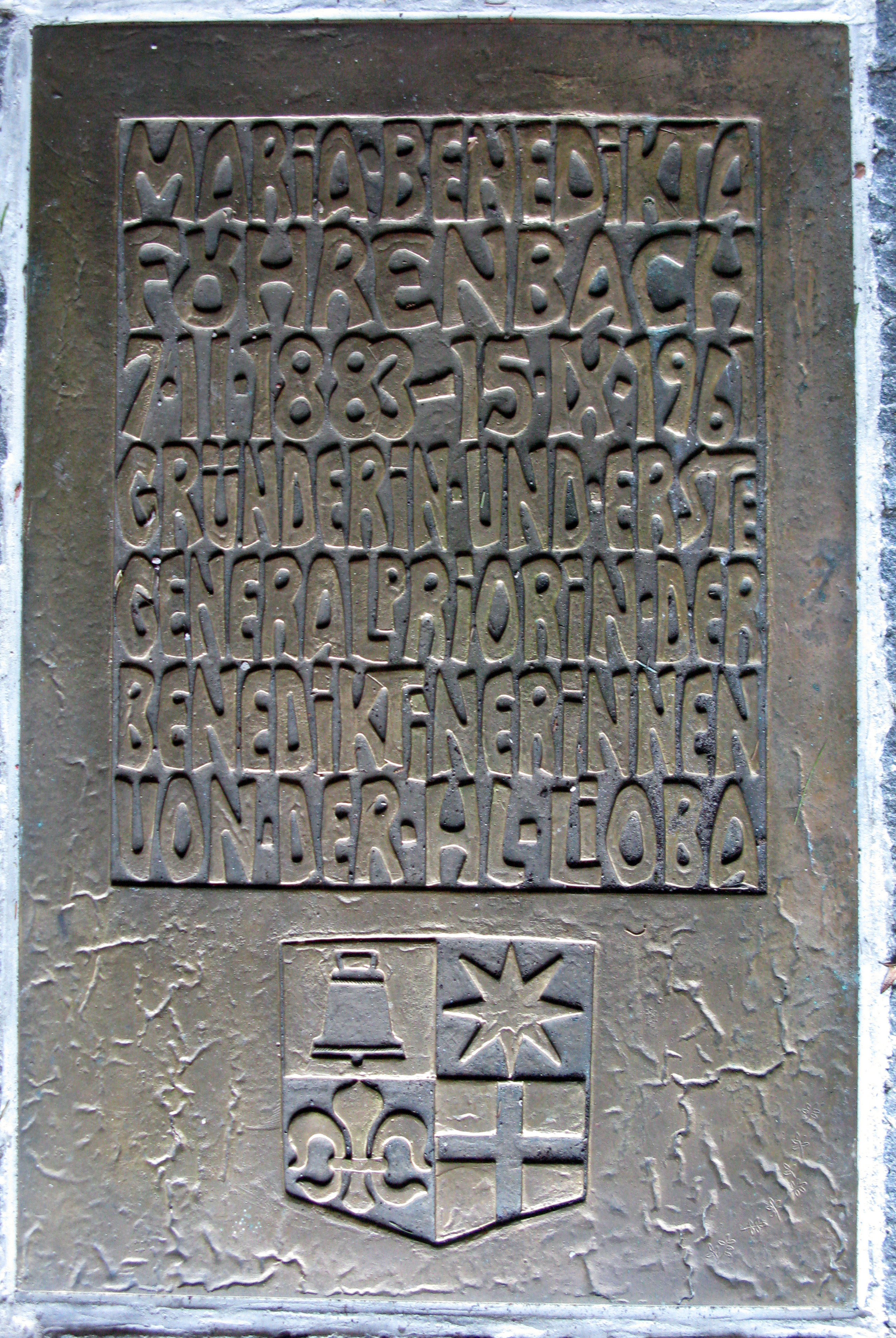
Grab auf dem Klosterfriedhof von St. Lioba in Freiburg-Günterstal

Maria Föhrenbach (* 7. Februar 1883 in Oberkirch; † 15. September 1961 in Freiburg) gründete 1927 die Schwesternschaft der Benediktinerinnen OSB der heiligen Lioba.
Ehemals Musikerin, arbeitete sie im Ersten Weltkrieg als Pflegerin in einem Lazarett. Als ausgebildete Krankenschwester leitete sie das Kinderkrankenhaus St. Hedwig in Freiburg im Breisgau. Aus dem Bedürfnis heraus, sozial benachteiligte Mütter und Kinder wirkungsvoll unterstützen zu können, gründete sie zusammen mit Elisabeth Steinbacher (* 22. September 1876 in Bogenhausen; † 27. Januar 1932 in Konstanz)  und Hildegardis Wulff eine Schwesternschaft. Diese nannte sich „Schwestern von der heiligen Lioba“ und erhielt 1927 die kirchliche Genehmigung. Während der NS-Diktatur war sie zahlreichen Repressalien ausgesetzt, überstand jedoch diese belastende Zeit und wurde 1955 zur Generalpriorin ernannt. 1961 starb Maria Föhrenbach und ruht heute auf dem Klosterfriedhof in Freiburg-Günterstal.

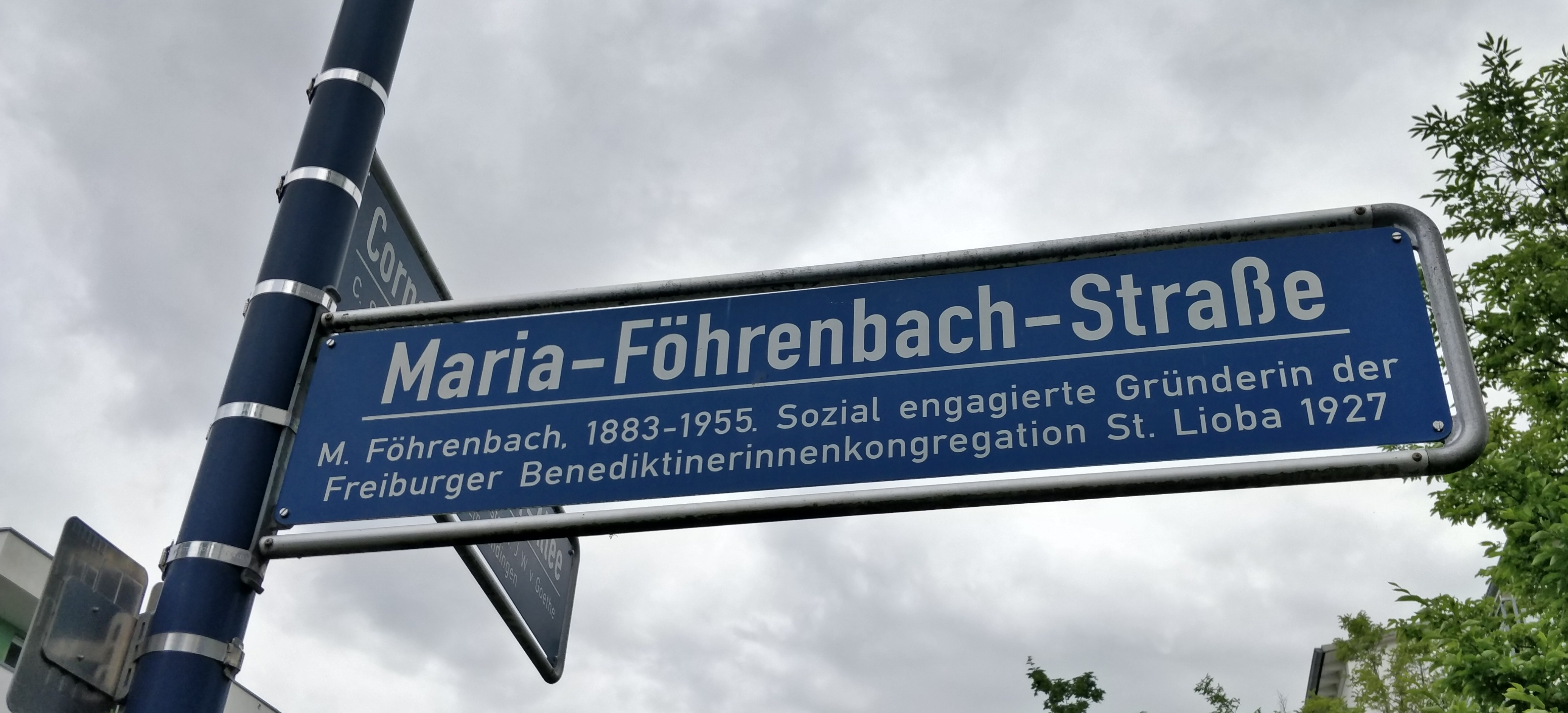
Straßenschild in Freiburg

Im Freiburger Stadtteil Rieselfeld gibt es die Maria-Föhrenbach-Straße.